# Rustkammare
En rustkammare var ursprungligen ett förvaringsrum för vapen på borgar eller slott. Numera används beteckningen framför allt för musei- och minnessamlingar av gamla vapen till minne av någon furstlig eller adlig ätt.

## Historiska rustkammare

### Drottning Kristinas rustkammare

Drottning Kristinas kröningssadel, finns på Livrustkammaren

1654 utfördes en inventering av drottning Kristinas rustkammare. Anledningen var att man vid tiden för drottningens tronavsägelse och stundande utresa ur landet behövde avgöra vad i samlingen som var Kristinas personliga egendom och vad som tillhörde kronan. Denna inventering ligger till grund för mycket av kunskapen om föremålen i Kristinas rustkammare.
1639 inreddes en ny rustkammare på Stockholms slott för drottning Kristinas räkning. Denna var åtskild från hennes fars, Gustav II Adolfs, personliga livrustkammare, även den belägen på slottet. Vid inventeringen 1654 inventerades de båda samlingarna vad för sig.

#### Föremålen
I inventariet 1654 behandlas sadlar, sadeltäcken och schabrak med tillbehör samt bössor och pistoler. Inga blanka vapen finns med i inventariet eftersom Kristina själv inte förde sidovapen. Dock finns, bland de saker hon lade undan att ta med sig efter tronavsägelsen, ett antal sablar och svärd. Hennes rustkammare antas därför ha innehållit en del blanka vapen.
De flesta av drottning Kristinas skjutvapen var moderna och relativt enkla bruksvapen. Kristina tyckte om såväl jakt som skytte. Det har berättats om hur Kristina och hennes hov roade sig med prickskytte från fönster i Uppsala slott.
I Kristinas vapensamling finns bland annat tre eleganta, finkalibriga vapen för prickskytte. Det finns tolv så kallade fusiler - moderna bössor med långa, tunnväggiga pipor och enkla, s.k. franska kolvar och flintlås. Kristinas fusiler och pistoler markerar det ökade inflytandet från Frankrike, men de flesta av skjutvapnen i Kristinas samling är tyska och östeuropeiska.

### Galleri

Turkiskt bågkoger
Hjullåsbössa, Suhl, ca 1600
Hjullåslodbössa, före 1652